# Phare de Cabo Raso (Argentine)
Pour l’article homonyme, voir Phare de Cabo Raso.
Le phare de Cabo Raso (en espagnol : Faro Cabo Raso) est un phare actif situé à environ 100 km au sud de la ville de Rawson, près du village de Cabo Raso (département de Florentino Ameghino), dans la Province de Chubut en Argentine.
Il est géré par le Servicio de Hidrografía Naval (SHN) de la marine .

## Histoire
Le phare a été mis en service en juin 1925. Actuellement, il a été équipé à  l’énergie solaire avec une installation composée de panneaux solaires photovoltaïques et de batteries.

## Description
Ce phare  est une tour pyramidale métallique à claire-voie en deux tronçons, avec une galerie et une lanterne de 23 m de haut. La tour est peinte en blanc et la lanterne est sur le premier tronçon. Il émet, à une hauteur focale de 54 m,trois éclats blancs et rouges  de 0.5 seconde par période de 40 secondes. Sa portée est de 11.2 milles nautiques (environ 20.5 km) pour le feu blanc et 6.9 milles nautiques (environ 13 km) pour le feu rouge.
Identifiant : ARLHS : ARG-029 - Amirauté : G1084 - NGA : 110-19744.

## Caractéristique dufeu maritime
Fréquence : 40 secondes (WR)
- Lumière : 0.5 seconde
- Obscurité : 7 secondes
- Lumière : 0.5 seconde
- Obscurité : 7 secondes
- Lumière : 0.5 seconde
- Obscurité : 24.5 secondes

### Lien connexe
- Liste des phares d'Argentine